# Lîman, Sloveanoserbsk
Lîman (în ucraineană Лиман) este un sat în comuna Metalist din raionul Sloveanoserbsk, regiunea Luhansk, Ucraina.

## Demografie
Componența lingvistică a localității Lîman
     Ucraineană (53,66%)
     Rusă (46,34%)
Conform recensământului din 2001, majoritatea populației localității Lîman era vorbitoare de ucraineană (53,66%), existând în minoritate și vorbitori de rusă (46,34%).